# (79271) Bellagio
(79271) Bellagio ist ein Asteroid des inneren Hauptgürtels, der am 28. September 1995 von dem italienischen Astronomen Valter Giuliani und dem italienischen Amateurastronomen Graziano Ventre am Osservatorio Astronomico Sormano (IAU-Code 587) in der Nähe der lombardischen Gemeinde Sormano entdeckt wurde.
Der Asteroid wurde am 23. Mai 2005 nach Bellagio benannt, einer Gemeinde am Comer See, die nur wenige Kilometer nördlich des Observatoriums liegt.